# Hans Liebig (Politiker)

Hans Liebig

Hans Liebig (* 27. Oktober 1878 in Magdeburg; † 27. Oktober 1968 in Bad Honnef) war ein deutscher sozialdemokratischer Kommunalpolitiker.

## Leben
Hans Liebig absolvierte nach dem Besuch der Seminarschule in Erfurt und der Gewerbeschule in Leipzig von 1894 bis 1897 eine Lehre als Maschinenbauer und war anschließend jahrelang als Schlosser, Monteur und in Elektrizitätszentralen tätig. 1907 bis 1909 Lagerhalter, dann Expedient; seit 1911 Redakteur an der Freien Presse in Elberfeld; seit 1916 Stadtverordneter in Haspe.
Liebig war 1919 Mitglied der Deutschen Nationalversammlung in Weimar für die SPD.
Während des Nationalsozialismus wurde Liebig seiner Ämter und Funktionen enthoben, blieb jedoch in Deutschland. Er soll zunächst in Herchen (in der heutigen Gemeinde Windeck) gelebt und dort eine Gastwirtschaft betrieben haben.
1939 zog Liebig nach Honnef (heute Bad Honnef). Dort gehörte er nach Ende des Zweiten Weltkrieges zu den Wiedergründern des SPD-Ortsvereins und war von 1946 bis 1961 Mitglied des Stadtrats, davon die letzten fünf Jahre zugleich stellvertretender Bürgermeister. Er wohnte im Stadtteil Rhöndorf und wurde dort auf dem Waldfriedhof beigesetzt.